# Stictocoris
Stictocoris  (лат.) — род цикадок из отряда полужесткокрылых. 

## Описание
Цикадки размером 4-5 мм. Умеренно коренастые, веретеновидные, с широкой головой. В СССР 1 вид.  
- Stictocoris picturatus (C. Sahlberg, 1842)  — Палеарктика